# Alemania en los Juegos Paralímpicos de Turín 2006
Alemania estuvo representada en los Juegos Paralímpicos de Turín 2006 por un total de 34 deportistas, 29 hombres y cinco mujeres.

## Medallistas
El equipo paralímpico alemán obtuvo las siguientes medallas:
| Nombre              | Deporte        | Evento                                 |
| ------------------- | -------------- | -------------------------------------- |
| Oro                 |                |                                        |
| Verena Bentele      | Biatlón        | 7,5 km ceguera femenino                |
| Martin Braxenthaler | Esquí alpino   | Eslalon sentado masculino              |
| Martin Braxenthaler | Esquí alpino   | Eslalon gigante sentado masculino      |
| Martin Braxenthaler | Esquí alpino   | Supergigante sentado masculino         |
| Gerd Schönfelder    | Esquí alpino   | Descenso de pie masculino              |
| Gerd Schönfelder    | Esquí alpino   | Eslalon gigante de pie masculino       |
| Gerd Gradwohl       | Esquí alpino   | Descenso discapacidad visual masculino |
| Verena Bentele      | Esquí de fondo | 5 km discapacidad visual femenino      |
| Plata               |                |                                        |
| Josef Giesen        | Biatlón        | 7,5 km de pie masculino                |
| Reinhild Möller     | Esquí alpino   | Descenso de pie femenino               |
| Andrea Rothfuss     | Esquí alpino   | Eslalon gigante de pie femenino        |
| Gerd Schönfelder    | Esquí alpino   | Supergigante de pie masculino          |
| Frank Höfle         | Esquí de fondo | 5 km discapacidad visual masculino     |
| Bronce              |                |                                        |
| Verena Bentele      | Biatlón        | 12,5 km ceguera femenino               |
| Wilhelm Brem        | Biatlón        | 12,5 km ceguera masculino              |
| Gerd Gradwohl       | Esquí alpino   | Eslalon discapacidad visual masculino  |
| Gerd Schönfelder    | Esquí alpino   | Eslalon de pie masculino               |
| Thomas Oelsner      | Esquí de fondo | 5 km de pie masculino                  |